# Kokkosaaret (ö i Södra Savolax, S:t Michel, lat 61,41, long 26,95)
Kokkosaaret är en ö i Finland. Den ligger i sjön Kallavesi och i kommunen Mäntyharju i den ekonomiska regionen  S:t Michel och landskapet Södra Savolax, i den södra delen av landet, 170 km nordost om huvudstaden Helsingfors. Öns största längd är 50 meter i nord-sydlig riktning. Notera att namnet antyder att det är fråga om flera öar.